# Яворовская, Валентина Евгеньевна
Валенти́на Евге́ньевна Я́воровская (13 июля 1923—31 марта 2003) — советский микробиолог. Заведующая кафедрой микробиологии Новосибирского медицинского института в 1964—1994 гг.

## Биография
В 1941 году поступила в Томский медицинский институт, в 1951 году в аспирантуру на кафедру микробиологии Новосибирского медицинского института.
В 1958 году защитила кандидатскую диссертацию на тему «Агрессивные свойства гемолитических стрептококков и иммунобиологические реакции у больных скарлатиной», а в 1968 году — докторскую «Выделение и экспериментальное исследование штаммов стрептококка и вируса коксаки А13 при ревматизме».
В течение 45 лет преподавала на кафедре микробиологии Новосибирского медицинского института, пройдя путь от ассистента до заведующей кафедрой.
Направления научной деятельности: поиск лекарственных препаратов для этиотропной терапии Коксаки-вирусных инфекций, а также заболеваний, вызываемых вирусами гриппа, герпеса и другими.
Была председателем Новосибирского отделения Всероссийского научного общества микробиологов, эпидемиологов и паразитологов, членом Правления Всероссийского научного общества микробиологов, эпидемиологов и паразитологов, членом специализированных диссертационных советов.
Опубликовала более 150 научных работ, получила свыше 20 авторских свидетельств на изобретения.
Награждена медалями «За доблестный труд в ознаменование 100-летия со дня рождения В. И. Ленина», «За трудовую доблесть» и значком «Отличник здравоохранения».